# Monte Tetón
El monte Tetón, que alcanza una altura de casi 500 m, divide los términos municipales de Tuy, Tomiño y Gondomar. Contiene un conjunto de grabados concentrados en dos grandes superficies rocosas,  que dista 300 m la una de la otra. 
Estos representan uno de los símbolos del concello de Tomiño y es uno de los legados prehistóricos más importantes de esta comarca.
El monte cuenta con un recorrido de casi 5 kilómetros en un circuito circular. Comienza con el Mirador das Cachadas en su parte inferior, continúa con algunos de los petroglifos más importantes de Galicia, el de «Portraxe » y «Real Seco» y acaba con vértice geodésico y otro mirador en su cima desde el que se puede observar el Val Miñor, la sierra de Argallo  y O Baixo Miño.
El conjunto de los dos petroglifos y el monte es más conocido como Ecoparque Arqueológico Monte Tetón y su origen se remonta alrededor de los años 3000 a.c.

## Localización
El Ecoparque Arqueológico Monte Tetón se encuentra en la parroquia de Santa María de Tebra, en el término municipal de Tomiño, una parroquia con cerca de 1000 habitantes. La Comunidad de Montes de Santa María de Tebra y el ayuntamiento de Tomiño acondicionaron y señalizaron este parque para lograr un espacio cultural y de ocio.

## Flora
La mayor parte de la vegetación, especialmente el pie del monte, es el eucalipto, pero además también hay especies autóctonas como el roble, castaño, pino, sobreira, fresno o madroño. El alto del monte está compuesto en gran medida por brezo. La presencia de las especies autóctonas se debe a una reciente e importante repoblación.

## Fauna
El Ecoparque Arqueológico Monte Tetón alberga numerosas especies de mamíferos, entre las que se encuentran:
- Jabalí
- Liebre común
- Ciervo
- Conejo común
- Zorro común
- Ardilla común

## Arqueología y petroglifos

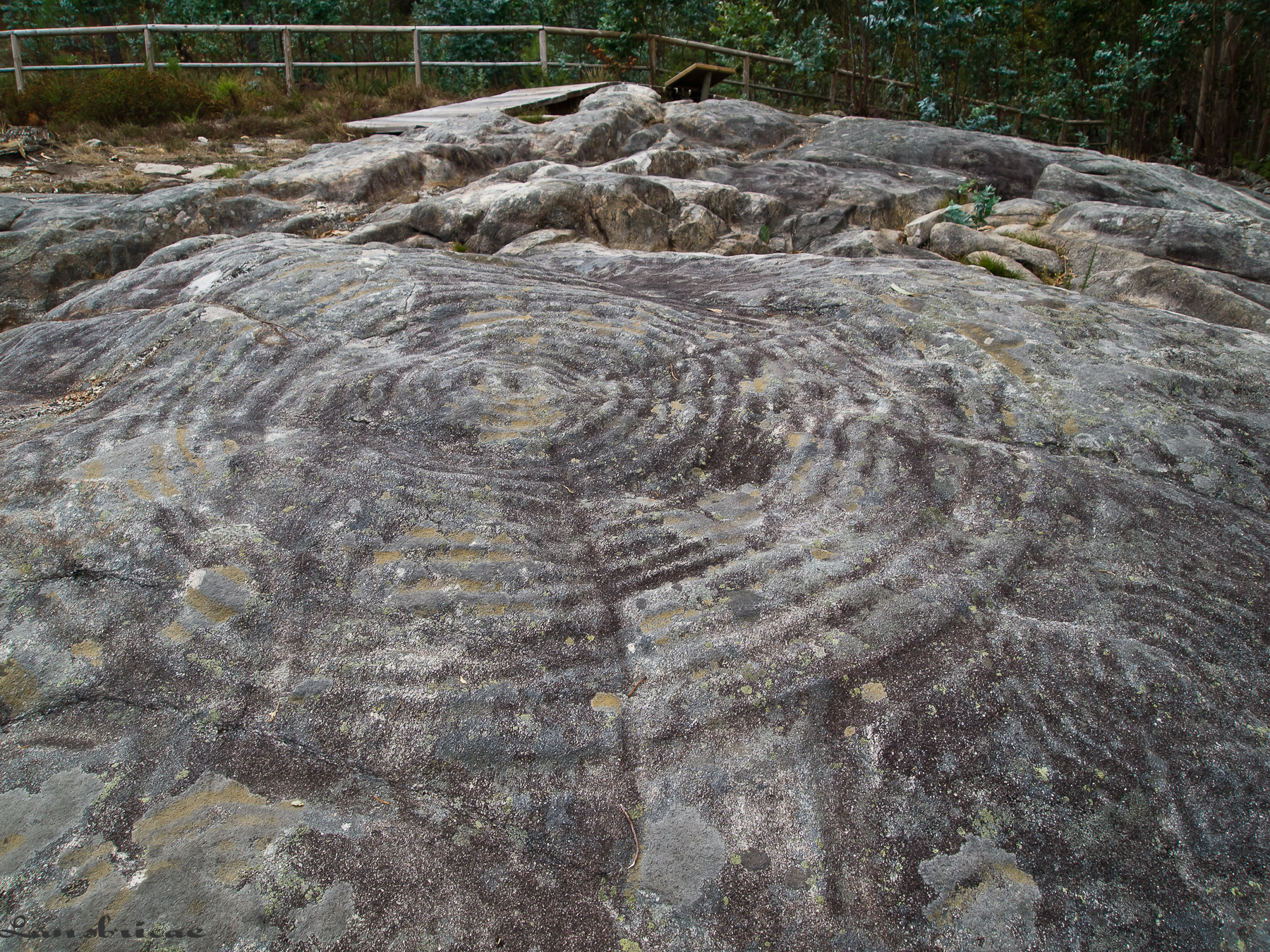
Petróglifo de Portaxes, Monte Tetón

El Ecoparque Monte Tetón es un espacio arqueológico único debido a su particular situación geográfica. En el monte se encuentra uno de los conjuntos de arte rupestres primitivo más interesantes e importantes  del sur de Europa, este conjunto está integrado por casi 200 grabados que están divididos en dos estaciones principales, en estas se pueden observar diferentes conjuntos de imágenes como figuras de animales o humanas, cazoletas, formas cuadradas, pero especialmente grandes círculos concéntricos de la época del Calcolítico y que a día de hoy son los más grandes de Europa. Los grabados más significativos del parque son los  petroglifos «Portaxes» y «Real Seco» que constituyen uno de lo emblemas del ayuntamiento de Tomiño, ambos forman parte de una ruta señalizada y están delimitados por una plataforma de madera para poder llegar hasta ellos y contemplarlos de manera adecuada.
Estos grabados son de grandes dimensiones y están situados en un terreno muy rocoso, la distancia entre un petroglifo y otro es de 300 m aproximadamente.
El petroglifo de Portaxes está formado por 18 anillos y ocupan una superficie de 270 m², de los dos petroglifos este es el que mejor visibilidad presenta.
El petroglifo Real Seco presenta formación de anillos que llegan a tener 350 cm de diámetro, debido a las condiciones atmosféricas hoy en día se perdió parte del dibujo.  